# حازم خورشید
حازم خورشید (انگلیسی: Hazem Kourched؛ زادهٔ ۵ ژوئیهٔ ۱۹۴۳) بازیکن واترپلو اهل مصر بود.